# Frederik Hammeleff
Uncas Andreas Frederik Hammeleff (9. november 1847 i København – 15. marts 1916 sammesteds) var en dansk billedhugger, far til Grete Hammeleff.

## Uddannelse
Han var søn af premierløjtnant, senere kaptajn ved infanteriet Peter Henrik Hammeleff (12. januar 1817 – 1850, faldet i Treårskrigen) og Ane Frederikke Caroline f. Wellner (2. august 1814 – 1854). Fra 1866 var han elev af H.W. Bissen og gik på Teknisk Institut, hvorfra han blev dimitteret 1868. Han kom i januar 1869 ind på Kunstakademiet, som han kun lejlighedsvis besøgte til oktober 1880, idet arbejder til dels uden for København optog hans tid. Han havde nemlig fået sin væsentligste uddannelse hos Bissen, inden han kom på Akademiet og udstillede allerede fra 1868. Han ernærede sig for størstedelen som dekorationsbilledhugger og giftede sig allerede den 5. november 1877 i København med Julie Marie Henriette Andersen (11. juni 1851 i København – 23. september 1935 sammesteds), datter af overpolitibetjent Anders Andersen og Nelly Jansen f. Bur. Han rejste i 1892 på Det anckerske Legat til Paris og Italien.

## Værk
Han har udstillet en del buster, statuetter og medaljoner, således kunstneren Hans Tegners buste, hans lærers, H.W. Bissens medaljonportræt til Udstillingsfonden m.fl. Hans vigtigste arbejder går dog i dekorativ retning, således de forskellige friser, han har udført til Frederiksborg Slot, de to engle i koret i Jesuskirken i Valby, evangelisterne og en del ornamenter hørende til kirkens ydre udsmykning, ti portrætmedaljoner af kunstnere til Statens Museum for Kunst. I 1894-95 udførte han ligeledes store dekorative arbejder til Ny Carlsberg Glyptotek. Som det ses af hans opgaver, var Hammeleff tæt knyttet til brygger Carl Jacobsen og dennes arkitekt Vilhelm Dahlerup. Også arkitekten Axel Berg gav Hammeleff mange opgaver.
Hammeleff forblev tro mod den bissenske skole, der forenede klassisk holdning med realisme i udtrykket, bevægede sig smidigt inden for dennes udtryksskala, og han var desuden en dygtig portrættør. Men han var ingen fornyer af billedhuggerkunsten herhjemme.
Hammeleff er begravet på Bispebjerg Kirkegård. Der findes to fotografier af ham af Peter Most, det ene fra 1877 (Det Kongelige Bibliotek).

## Værker

### Portrætskulpturer
- Dødsmaske af billedhuggeren Stephan Ussing (1855, Det Nationalhistoriske Museum på Frederiksborg Slot)
- Niels W. Gade (medaljon, 1871)
- Biskop Hans Svane (buste 1882, Det Nationalhistoriske Museum på Frederiksborg Slot)
- Hans Nikolaj Hansen (buste 1883, familieeje)
- Ulrik Christian Gyldenløve (1885, Det Nationalhistoriske Museum på Frederiksborg Slot)
- Hans Tegner (1885)
- Vilhelm Dahlerup (1886)
- H.W. Bissen (relief 1888)[1]
- L.A. Ring (1890)
- Vilhelm Bissen (medaljon, 1892, Charlottenborg)
- Anna Munch (relief 1893)[1]
- Carl Christensen (buste 1908)[1]
- J.C. Jacobsen (relief 1913-14, Det Nationalhistoriske Museum på Frederiksborg Slot)[1]
- Arnold Krog (relief)[1]
- Niels Hansen Jacobsen (buste)

### Dekorative arbejder
- Vildsvinefrisen (1883, Det Nationalhistoriske Museum på Frederiksborg Slot)
- Væddeløbsfrise (1885-86, Cirkusbygningen, fredet)
- Englerelieffer (kuplen, Jesuskirken, Valby, opført 1883-91)
- 10 portrætmedaljoner (facaden på Statens Museum for Kunst, opført 1889-96)
- Stuklofter (1890-91, Bregentved, fredet)
- Syngende og spillende eroter (voks, udkast til kamindekoration i Ny Carlsbergs hovedbygning, opført 1890-92)
- Dekorationer i trapperummene til Ny Carlsberg Glyptoteks malerisale (ca. 1897, forarbejder i voks og gips i Glyptoteket, fredet)
- Dekorationer i trapperummene til Den Kongelige Veterinær- og Landbohøjskoles Serumlaboratorium (1906-08)
- Skovens dyr (frise i villa Piniehøj, Rungsted, tegnet af Kristoffer Varming for fabrikant Christian Hasselbalch, opført 1898-99, nedrevet)
- Loftsdekoration i Privatbankens hovedsæde (opført 1901-04)
- Modellerede midtstykket til en sølvopsats til Christian IXs og Dronning Louises guldbryllup (1892, skænket af danske godsejere)

### Gravmæler
- Skoleforstander V.C. Jacobsens gravmæle (Assistens Kirkegård, sammen med Vilhelm Dahlerup)
- Marie Bertine Hansen, søster til arkitekterne Christian og Theophilus Hansen (Assistens Kirkegård, sammen med Hans Tegner)
- Gravmæle for H.P. Ingerslev (Nordre Kirkegård i Aarhus, 1897, sammen med Vilhelm Dahlerup)[1]
- Gravmæle for murermester Jørgen Jensen på Solbjerg Parkkirkegård (1899, sammen med Axel Berg, hugget af Hans & Jørgen Larsen) [2]
- Gravmæle for inspektør Jørgen Leemeier på Holmens Kirkegård (sammen med Axel Berg, hugget af Hans & Jørgen Larsen)[1]

Tegninger i Den Kongelige Kobberstiksamling